# Pajazitovo
Pajazitovo (en serbe cyrillique : Пајазитово) est un village de Serbie situé dans la municipalité d’Aerodrom (Kragujevac), district de Šumadija. Au recensement de 2011, il comptait 186 habitants.

## Démographie
| 1948 | 1953 | 1961 | 1971 | 1981 | 1991 | 2002 | 2011 |
| ---- | ---- | ---- | ---- | ---- | ---- | ---- | ---- |
| 534  | 503  | 473  | 389  | 351  | 286  | 241  | 186  |

|  |